# Clearest Blue
«Clearest Blue» es una canción de la banda de synthpop escocesa Chvrches, de su segundo álbum, Every Open Eye. Fue lanzado como el tercer sencillo oficial del álbum el 10 de septiembre de 2015 a través de Virgin Records y Goodbye Records. La canción cuenta con un vídeo musical, publicado en el canal de la banda el 19 de febrero de 2016.

## Actuaciones en vivo
«Clearest Blue» debutó en Ottawa Bluesfest el 15 de julio de 2015 como la canción de apertura del primer show de Chvrches desde la conclusión de su gira final de 2014 presentado su primer álbum, The Bones of What You Believe. La canción fue más adelante promovida por Chvrches en un gran número de apariciones en vivo, incluyéndola en el repertorio del Pitchfork Music Festival y en The Late Late Show with James Corden.

## Recepción
«Clearest Blue» recibió numerosos elogios por parte de la crítica. NME declaró que la canción era "el sencillo más emocionante del álbum". Una review de Stereogum dijo que "podía ser el [sencillo] más fuerte por una simple razón: construye, construye y construye y no se viene abajo hasta que casi has perdido la fe; entonces, lo hará".